# Енфувіртид
Енфувірти́д (міжнародна транскрипція ENF) — синтетичний противірусний препарат з групи інгібіторів злиття для парентерального застосування. Енфувіртид уперше досліджувався працівниками Дюкського університету, пізніше працівниками фармацевтичної компанії «Trimeris» під кодовою назвою Т-20. У 1999 році компанія на правах партнерства передала права на подальшу розробку препарату швейцарській фірмі «Hoffmann-La Roche», яка розпочала його випуск під торговою маркою «Фузеон». У 2003 році енфувіртид схвалений FDA для використання у США.

## Фармакологічні властивості
Енфувіртид — перший представник нового класу антиретровірусних препаратів — інгібіторів злиття. Механізм дії препарату полягає у зв'язуванні енфувіртиду із глікопротеїдом gp41 ВІЛ-1 за межами клітини та інгібуванні його структурної перебудови, що приводить до блокування проникнення вірусу всередину клітини. Препарат активний до ВІЛ-1, немає даних про активність препарату до ВІЛ-2. Відсутня перехресна стійкість ВІЛ-1 до енфувіртиду та інгібіторів протеази, нуклеозидних інгібіторів зворотньої транскриптази і ненуклеозидних інгібіторів зворотньої транскриптази. На відміну від більшості антиретровірусних препаратів енфувіртид застосовують парентерально — підшкірно в передню черевну стінку, зовнішню поверхню плеча або передню поверхню стегна.

### Фармакокінетика
Енфувіртид після підшкірного введення швидко всмоктується, біодоступність препарату складає в середньому 84 %. Препарат добре зв'язується з білками плазми. Енфувіртид не проникає через гематоенцефалічний бар'єр. Невідомо, чи препарат проникає через плацентарний бар'єр та виділяється в грудне молоко. Енфувіртид метаболізується в печінці, виводиться з організму переважно нирками у вигляді неактивних метаболітів. Період напіввиведення препарату складає 3,8 години, відсутні дані про збільшення цього часу при печінковій та нирковій недостатності.

## Показання до застосування
Енфувіртид застосовують для лікування ВІЛ-інфекції, що спричинює ВІЛ-1, виключно у складі комбінованої терапії в дорослих та дітей. Монотерапію препаратом не проводять у зв'язку з швидким розвитком резистентності ВІЛ до препарату.

## Побічна дія
При застосуванні енфувіртиду можливі наступні побічні ефекти:
- Алергічні реакції — рідко висипання на шкірі, свербіж шкіри, кропив'янка, гарячка.
- Інфекційні ускладнення — нечасто бактеріальні пневмонії; рідко кандидоз ротової порожнини, герпес, папіломи шкіри, акне, синусит, фолікуліт, отит, рецидивуючі гострі респіраторні вірусні інфекції, кашель, біль у горлі.
- З боку травної системи — рідко нудота, блювання, діарея, запор, зниження апетиту, біль у животі, панкреатит.
- З боку нервової системи — рідко головний біль, парестезії, периферичні нейропатії, запаморочення, атаксії, порушення смаку, тремор, синдром Гієна-Барре, параліч відвідного нерва.
- З боку опорно-рухового апарату — рідко міалгія, артралгія, болі в спині та кінцівках, м'язові спазми.
- Інші побічні ефекти — рідко респіраторний дистресс-синдром, кон'юнктивіт, лімфаденопатія, похудіння, нічне потовиділення, сухість шкіри, гломерулонефрит, сечокам'яна хвороба, артеріальна гіпотензія.
- Зміни в лабораторних аналізах — рідко підвищення активності амінотрансфераз, ліпази та амілази в крові, гіперглікемія, еозинофілія, нейтропенія, тромбоцитопенія.
- Місцеві реакції є найчастішими побічними ефектами енфувіртиду, і, згідно даних клінічних досліджень, спостерігають у 98 % випадків застосування препарату та стають причиною відміни препарату у 7 % випадків. При застосуванні препарату часто спостерігають біль (96 % випадків, із них 11 % сильний біль), ущільнення (90 %), гіперемія (91 %), утворення вузликів або кист (80 %), свербіж, екхімоз, утворення абсцесу або целюліту в місці ін'єкції. Місцеві реакції при застосуванні енфувіртиду суттєво обмежують застосування препарату і знижують якість життя пацієнтів.

## Протипоказання
Енфувіртид протипоказаний при підвищеній чутливості до препарату, дітям до 6 років, під час годування грудьми. Не рекомендується призначати препарат під час вагітності.

## Форми випуску
Енфувіртид випускається у вигляді порошку в флаконах для ін'єкцій по 108 мг в комплекті з розчинником по 1,1 та 2 мл.